# Saison 13 de Dallas
Chronologie
Saison 12 Saison 14
Cet article présente les 27 épisodes de la treizième saison de la série télévisée américaine Dallas.

## Distribution

### Acteurs principaux
- Barbara Bel Geddes : Ellie Ewing Farlow (sauf les épisodes 8, 11, 12, 13 et 17)
- Lesley-Anne Down : Stephanie Rogers (mentionnée au générique des épisodes 15 à 27, mais n'apparaissant pas dans les épisodes 17, 21, 22, 25, 26 et 27)
- Patrick Duffy : Bobby Ewing (sauf l'épisode 27)
- Kimberly Foster (en) : Michelle Stevens (sauf les épisodes 6, 12, 24, 25 et 27)
- Larry Hagman : J. R. Ewing
- Sheree J. Wilson : April Stevens (sauf les épisodes 26 et 27)
- Howard Keel : Clayton Farlow (sauf les épisodes 11, 12, 13 et 17)
- George Kennedy : Carter McKay (sauf l'épisode 16)
- Ken Kercheval : Cliff Barnes (sauf les épisodes 6, 17, 19 et 22)
- Sasha Mitchell : James Richard Beaumont (à partir de l'épisode 5)
- Cathy Podewell : Cally Ewing (sauf l'épisode 14 et 17)
- Charlene Tilton : Lucy Ewing Cooper (sauf les épisodes 6, 11, 14, 15, 16, 17, 26 et 27)

### Acteurs récurrents
- Michael Howard Wilding : Alex Barton (crédité "Michael Wilding")
- Gayle Hunnicutt : Vanessa Beaumont (épisodes 6, 7 et 8)
- Jeri Gaile : Rose Daniels McKay
- Deborah Rennard : Sly Lovegren
- Fern Fitzgerald (en) : Marilee Stone
- Don Starr (en) : Jordan Lee
- Alice Hirson (en) : Mavis Anderson
- Tom Fuccello (en) : Dave Culver
- George O. Petrie (en) : Harv Smithfield (épisodes 8 et 11 seulement)
- Danone Camden : Kendall Chapman (créditée Danone Simpson)
- Sherril Lynn Rettino : Jackie Dugan
- Omri Katz : John Ross Ewing
- Joshua Harris : Christopher Ewing
- Deborah Tranelli : Phyllis Wapner
- Roseanna Christiansen : Teresa
- Deborah Marie Taylor : Debbie
- Ron Canada : Dave Wallace
- Pat Colbert : Dora Mae

## Fiche technique

### Réalisateurs
- Michael Preece (en) (3 épisodes)
- Leonard Katzman (3 épisodes)
- Patrick Duffy (4 épisodes)
- Irving J. Moore (7 épisodes)
- Dwight Adair (2 épisodes)
- Larry Hagman (3 épisodes)
- Ken Kercheval (1 épisode)
- Cliff Fenneman (3 épisodes)

### Scénaristes
- Howard Lakin (7 épisodes)
- Lisa Seidman (6 épisodes)
- Leonard Katzman (7 épisodes)
- Arthur Bernard Lewis (en) (1 épisode)
- Mitchell Wayne Katzman (1 épisode)
- Louella Lee Caraway (2 épisodes)
- Amy Tebo (1 épisode)
- Bryce Zabel et Jackie Zabel (1 épisode)
- Kenneth Horton (1 épisode)

## Épisodes

### Épisode 1:Le Fantôme du vieux puits
- États-Unis : 22 septembre 1989 sur CBS

- Joey Aresco (Boomer)
- Cliff Bemis (Shaughnessy)
- Gerald Castillo (Manuel)
- Thom McFadden (Doug Snyder)
- Jake Rader (Pete Reuther)
- Ben Rawsley (Patterson)
- J. Eddie Peck (Tommy McKay)
- William Forward (Gary Brenner)

- Ici pour la première fois dans le rôle de Michelle Stevens, Kimberly Foster (en) était déjà intervenue beaucoup plus furtivement dans l’épisode 6 de la saison 11 dans un rôle anonyme a priori différent.
- Une photo d'Audrey Landers sur une pochette de disque vinyle vient soutenir le souvenir d'Afton Cooper.
- Le nom du personnage joué par Joey Aresco, Boomer, fondé sur l'onomatopée "boum", est très probablement à considérer comme un surnom rappelant son aptitude à élaborer des bombes.

### Épisode 2:Les Taches de léopard
- États-Unis : 22 septembre 1989 sur CBS

- Audrey Landers : Afton Cooper
- J. Eddie Peck (Tommy McKay)
- Andrew Prine (Harrison Van Buren, III)
- Joey Aresco (Boomer)
- Cliff Bemis (Shaughnessy)
- Jake Rader (Pete Reuther)
- Craig Richard Nelson (Lee Miller)
- Paul Eiding (Père Mallory)
- James Harper (Lee Miller)
- Ben Rawsley (Patterson)
- Hal Riddle (M. Deavers)
- Tom Lahm (Tom)
- Brian Moore (M. Edwards)
- John Tripp (Howie)
- Layla Bias Galloway (La gouvernante)
- Rueben Grundy (Le guichetier d'hôtel)
- Julie Tea (L'hôtesse)

- Audrey Landers dans le rôle d'Afton Cooper intervient ici pour la toute dernière fois avant son retour tardif dans le revival de la saga diffusé à partir de 2012.
- Michael Howard Wilding (crédité "Michael Wilding"), fils des acteurs britanniques Michael Wilding et Elizabeth Taylor, apparaît ici pour la première fois dans le rôle d'Alex Barton.

### Épisode 3:Un océan de pétrole
- États-Unis : 29 septembre 1989 sur CBS

- Joey Aresco (Boomer)
- Cliff Bemis (Shaughnessy)
- Gunnar Hellstrom (Rolph Brundin)
- Lance LeGault (Al Halliday)
- Thom McFadden (Doug Snyder)
- Jake Rader (Pete Reuther)
- Ben Rawsley (Patterson)
- J. Eddie Peck (Tommy McKay)
- William Forward (Gary Brenner)

- Le titre original de ce volet détourne ironiquement celui de la chanson sentimentale américaine devenue un standard de jazz, écrite par Arthur Hamilton, publiée en 1953, enregistrée pour la première fois par Julie London en 1955 et maintes fois reprises par de nombreux artistes.
- Dans le dialogue original, Michelle estime ressembler assez à April pour passer pour jumelles, à quoi celle-ci rétorque lui nier tout droit à partager Bobby, probable référence au film Faux-semblants réalisé par David Cronenberg, sorti en 1988 et où Jeremy Irons tenait le double rôle des jumeaux Mantle profitant de leur ressemblance pour se partager, à son insu, les faveurs du personnage joué par Geneviève Bujold. Cette allusion a été, comme souvent, gommée de la version française.
- Très approximativement traduite "la grand-mère de Moïse", Grandma Moses est citée par Alex Barton comme l'exemple notoire de l'artiste entamant sa carrière de peintre naïf sur le tard, à l'âge avancé de soixante-dix ans dans les faits, mais désinvoltement repoussé par Lucy à quatre-vingt-dix.
- Une authentique affiche de campagne de sensibilisation à la contamination indirecte du sida est clairement montrée en milieu d'épisode. Le texte en est : « Guess who else can get AIDS if you shoot drugs, your baby can » (litt. : « Devinez qui d'autre que vous peut être atteint du sida si vous vous injectez de la drogue : votre bébé »).
- À un moment du dialogue, Jordan Lee évoque sans la nommer la considérable marée noire causée en 1989 sur la côte de l'Alaska par l'échouage du pétrolier américain Exxon Valdez qui entrainera des modifications significatives de la législation américaine sur le transport maritime, en particulier de pétrole.
- On voit à un moment Boomer en conversation téléphonique le DynaTac 8000 calé entre l'oreille et l'épaule, pionnier de la téléphonie mobile commercialisé à large échelle à partir de 1983.
- Dans la version française, Lance LeGault dans le rôle d'Al Halliday est doublé par Roger Rudel, incontournable voix française de Kirk Douglas dans la plupart de ses films.

### Épisode 4:Boum
- États-Unis : 6 octobre 1989 sur CBS

- Joey Aresco (Boomer)
- Gloria Henry (Mme Ona Evander)
- Lance LeGault (Al Halliday)
- Sally Champlin (la secrétaire)
- J. Eddie Peck (Tommy McKay)
- William Forward (Gary Brenner)

- La version originale se réfère à deux noms propres, l'un historique, l'autre fictif, que la française n'a pas retenus : joggant avec sa sœur, April compare J.R. à Hitler dans la formule : « I hear tell that Hitler could be charming over cocktail », (litt. : « J'ai entendu dire qu'Hitler pouvait se montrer charmant dans les soirées mondaines ») traduite : « Mais J.R. n'est pas un ogre. Il est même charmant dans certaines occasions », tandis que Lucy accepte l'invitation de Cally à l'accompagner à la galerie d'art par : « Rambo couldn't keep me away! », (Litt. : « Même Rambo ne pourrait m'en empêcher ! »), traduit « Rien ne pourrait m'en empêcher ! »

### Épisode 5:Un départ, une arrivée
- États-Unis : 13 octobre 1989 sur CBS

- Joey Aresco (Boomer)
- Beth Toussaint (en) (Tracey Lawton)
- Cliff Bemis (Shaughnessy)
- Art Koustik (Capitaine de Police)
- Lance LeGault (Al Halliday)
- Del Hinkley (le pasteur)
- James Edward Thomas (Journaliste télé)
- J. Eddie Peck (Tommy McKay)
- Henry Kaiser (Présentateur météo)
- Evelyn Guerrero (Nancy)

- Le titre original de ce volet détourne ironiquement celui de la chanson mélancolique Sunrise, Sunset (en) (paroles écrites par Sheldon Harnick et musique composée par Jerry Bock) extraite de la comédie musicale américaine Un violon sur le toit (Fiddler on the Roof) créée par Joseph Stein (en) en 22 septembre 1964 et adaptée au cinéma en 1971.
- J. Eddie Peck et Beth Toussaint (en) interviennent ici pour la toute dernière fois dans les rôles respectifs de Tommy McKay et Tracey Lawton. Ce dernier personnage ressurgira toutefois en 2014 sous les traits de Melinda Clarke dans le revival de la saga diffusé à partir de 2012.
- Sasha Mitchell dans le rôle de James Richard Beaumont intervient ici pour la première fois.

### Épisode 6:Quelle surprise
- États-Unis : 30 octobre 1989 sur CBS

- Quinn O'Hara (Ashley Davidson)
- Amanda Vlastas (Ivy)
- David Wiley (Sparks)
- Thom McFadden (Doug Snyder)
- Teddy Wilson (Clem)

- Le titre original de ce volet détourne ironiquement celui du célèbre roman britannique Orgueil et Préjugés, écrit par Jane Austen et paru en 1813, en référence au nom de la ville ici visitée par Miss Ellie et Clayton.
- Pride est une authentique ville texane du Comté de Dawson qui accusa une nette baisse de sa population à partir des années 1960 quand le fabuleux Gisement de Spraberry découvert au début de la décennie 1940 s'avéra plus difficilement exploitable que prévu.
- Dans la version originale, James Beaumont fait une farce à Carter McKay en mentionnant une fausse décision de l'administration du président George Bush, alors au pouvoir depuis le 20 janvier 1989. Cette allusion directe a disparu de la version française.
- John Ross intervient ici sans être vu ni entendu à travers un entretien téléphonique.
- Bien que mentionnés au générique ni Kimberly Foster (en) ni Ken Kercheval ni Charlene Tilton, dans les rôles respectifs de Michelle Stevens, Cliff Barnes et Lucy Ewing Cooper, ne figurent dans cet épisode.

### Épisode 7:Un fils tombé du ciel
- États-Unis : 3 novembre 1989 sur CBS

- Bea Silvern (Sarah Ewing)
- Hank Rolike (Neal)
- Julian Gamble (Stanley)
- Nora Masterson (Vice-président #2)
- James Newell (Vice-président #1)
- Jan Merlin (Jacob)
- Barbara Beckley (Naomi)
- Gay Hagen (Gertrude)
- Gisela Kovach (Eva)
- Jeff Skier (Le serveur)
- Sylvia Brooks (Judith)

- Le titre original de ce volet détourne ironiquement celui de la comédie américaine Lune de miel aux orties, réalisée par Cy Howard et sorti en 1970.

### Épisode 8:La Marée Noire
- États-Unis : 10 novembre 1989 sur CBS

- Lance LeGault (Al Halliday)
- Jake Rader (Pete Reuther)
- Fred Holliday (Atherton)
- Dick McGarvin (Le propriétaire d'une raffinerie)
- Scott LaRose (L'humoriste)
- Glenn Hirsch (Le premier journaliste)
- Tom Hutchinson (Le second journaliste)

- Dans la version originale, Bobby et April assistent à un numéro de Stand-up imaginant Sylvester Stallone dans la position du personnage joué par John Hurt dans le film de science-fiction américain Alien (réalisé par Ridley Scott et sorti en 1979) hurlant "Alien !" à la manière de son fameux cri "Adrienne !" en conclusion du film américain Rocky (réalisé par John G. Avildsen et sorti en 1979). Cette directe parodie n'a pas été retenue dans la version française.
- Bien que mentionnée au générique, Barbara Bel Geddes ne figure pas dans cet épisode.
- Alex Barton intervient ici à travers une conversation téléphonique sans être vu ni entendu.

### Épisode 9:Cher papa
- États-Unis : 17 novembre 1989 sur CBS

- James Bartz (Premier journaliste)
- Roger La Rue (Membre du Congrès)
- Fred Holliday (Atherton)
- Archie Lang (Sénateur Lee)
- Craig Littler (Sénateur Polkinghorne)
- Dan Livingston (Reidel)
- Patty Toy (Second journaliste)
- Buck Young (Sénateur Cawley)

- Le titre original de ce volet se réfère ironiquement à Mommie Dearest, les mémoires de Christina Crawford (en) (adaptés au cinéma en 1980 sous le titre Maman très chère) qui y dressait un portrait au vitriol de sa mère adoptive, la star hollywoodienne Joan Crawford.
- Fern Fitzgerald (en) dans le rôle de Marilee Stone intervient ici pour la toute dernière fois.
- Bien que déjà dévoilé par une pierre tombale dans l'épisode 19 de la saison 9 (où Bobby était censé être mort), c'est ici la première fois que le nom complet Bobby James Ewing est mentionné dans le dialogue.
- Dans une scène où Cliff est interviewé par des journalistes, Ken Kercheval effectue le premier regard caméra de la série, induisant que le plan est directement filmé par un des reporters.

### Épisode 10:La Fureur de l'enfer
- États-Unis : 1er décembre 1989 sur CBS

- Karen Kopins (Kay Lloyd)
- Leslie Bevis (Diana Farrington)
- John Colton (crédité "John C. Colton") (Atherton)
- Archie Lang (Sénateur Lee)
- Lee de Broux (Jack Bouleris)
- Ellen Geer (Mme Bouleris)
- Bill McIntyre (Billy Joe Bates)
- J. Jay Saunders (George Middleton)
- Matt McKenzie (Mark Mandazzo)

### Épisode 11:Cally sur un toit brulant
- États-Unis : 8 décembre 1989 sur CBS

- Karen Kopins (Kay Lloyd)
- Tiffany Ann (Seconde Lolita)
- Leslie Bevis (Diana Farrington)
- John William Hoge (crédité "John Hoge") (Inspecteur Ratagan)
- Archie Lang (Sénateur Lee)
- Deprise Brescia (Première Lolita)
- Stephen Flanigan (Brick)
- Bill McIntyre (Billy Joe Bates)
- J. Jay Saunders (George Middleton)
- Rick Johnson (Roger)
- Marla Maples (Maggie)
- Nora Masterson (Premier vice-président)
- James Newell (Second vice-président)
- Ed Quinlan (Charles Farrington)

- Les titres original et français de ce volet détournent ironiquement ceux de la pièce dramatique américaine La Chatte sur un toit brûlant (adaptée au cinéma en 1958) écrite par Tennessee Williams et créée à Broadway en 1955 dans une mise en scène d'Elia Kazan.
- Bien que mentionnés dans le générique, ni Barbara Bel Geddes ni Howard Keel ni Charlene Tilton ne figurent dans cet épisode.
- Dans sa confrontation avec J.R., Alex Barton compare ses manières à celles notoirement brutales d'Attila le Hun (395-453).
- Après son entrevue tendue avec James, Cliff propose ironiquement à Michelle d'aller au cinéma voir Le Fils de Dracula, se référant plus probablement à la version réalisée par Robert Siodmak et sortie en 1943 qu'à celle comique et musicale sortie en 1974.
- J.R. compare Cally à une version inversée du mythe de Midas qui, selon la légende, transformait tout ce qu'il touchait en or.

### Épisode 12:Le Film
- États-Unis : 15 décembre 1989 sur CBS

- Karen Kopins (Kay Lloyd)
- Leslie Bevis (Diana Farrington)
- Jeri Gaile (Daniels McKay)
- Archie Lang (Sénateur Lee)
- Lee de Broux (Jack Bouleris)
- Danny Goldring (Dick Attelsley)
- Bill McIntyre (Billy Joe Bates)
- J. Jay Saunders (George Middleton)
- Jon Menick (M. Stocker)
- Barbara Perry (Mme Perkins)
- Robert Pierce (L'infirmier)
- Dan Gerrity (Mike le barman)

- Le titre original de ce volet détourne ironiquement celui du film américain Sexe, mensonges et vidéo, premier long-métrage réalisé par Steven Soderbergh, sorti en 1989 et lauréat de la palme d'or au 42e Festival de Cannes.
- Bien que mentionnés dans le générique, ni Barbara Bel Geddes ni Howard Keel ni Kimberly Foster (en) ne figurent dans cet épisode.
- Clayton intervient ici sans être vu ni entendu à travers une furtive conversation téléphonique.

### Épisode 13:Un conte des deux cités
- États-Unis : 5 janvier 1990 sur CBS

- Carla Beachcomber (Carla)
- Leslie Bevis (Diana Farrington)
- Spencer Garrett (Officier Malley)
- Gordon Greene (crédité Gordon C. Greene) (Le guichetier)
- Evelyn Guerrero (Nancy)
- Gloria Henry (Mme Ona Evander)
- Art Patron (Paul Ivy)
- Audre Johnston (Mme Harding)
- John Mahon (Capitaine Holgar)
- Bill McIntyre (Billy Joe Bates)
- Dianne Travis (créditée Dianne Turley Travis) (Mme Wilson)
- Gregory Walcott (Commandant Jedediah Joyce)

- Les titres français et américain de ce volet détournent ironiquement celui du célèbre roman historique anglais écrit par Charles Dickens, publié une première fois en feuilleton hebdomadaire du 30 avril au 25 novembre 1859 dans la revue All the Year Round et traitant de la Révolution française à Paris et à Londres, les « deux cités » du titre.
- Bien que mentionnés dans le générique, Barbara Bel Geddes et Howard Keel ne figurent toujours pas dans cet épisode.
- À un moment du dialogue, Bobby détourne le titre original du film comique américain (et réplique phare de sa vedette W.C. Fields) You Can't Cheat an Honest Man(sorti en France sous le titre Sans peur et sans reproche ou Le Cirque en folie alors qu'une traduction plus littérale aurait pu être : « on ne trompe pas un honnête homme ») réalisé par George Marshall, sorti en 1939 et dont la citation ici altérée « You can't bribe an honest man » est traduite littéralement dans la VF : « un honnête homme ne s'achète pas ».

### Épisode 14:Le Jour du jugement
- États-Unis : 12 janvier 1990 sur CBS

- Fred Holliday (Atherton)
- Leslie Bevis (Diana Farrington)
- Archie Lang (Sénateur Lee)
- J. Jay Saunders (George Middleton)
- Teddy Wilson (Clem)
- Bill McIntyre (Billy Joe Bates)

- Bien que mentionnées au générique, ni Cathy Podewell ni Charlene Tilton ne figurent dans cet épisode.
- Essuyant le refus de Bobby de lui vendre sa compagnie, McKay use dans le dialogue original de l'expression idiomatique « whistling in the dark », traduite littéralement dans la VF « siffler dans le noir » mais qui désigne plus exactement la « vaine fanfaronnade ».

### Épisode 15:Amour, amour
- États-Unis : 19 janvier 1990 sur CBS

- Fred Holliday (Atherton)
- Matthew Faison (Stanton Drake)
- Brittain Frye (Gary)
- Richard Gallery (Ralph)
- John Gowans (crédité John D. Gowans) (Propriétaire n°1)
- Ken Katsumoto (Le réparateur de téléphone)
- Margaret Michaels (Le sosie de Pamela)
- Timothy O'Hagan (Steven Daitch)
- Jack Rader (Pete Reuther)
- Louis A. Rivera (crédité Louis Rivera) (Le messager)
- Ken Smolka (Tom Baker)
- Charlie Stratton (crédité Charles Stratton) (Clarence Melville)

- Le titre original de ce volet détourne ironiquement celui de la chanson à succès écrite par Bobby Sharp (1924-2013), enregistrée par Ray Charles en 1961 puis Trini Lopez en 1963, avant d'être reprise par de nombreux chanteurs tels que Joe Cocker qui en fit le titre de son onzième album Unchain My Heart (album) (en) sorti en 1987.
- L'actrice anglaise Lesley-Anne Down intervient ici pour la première fois dans le rôle de Stephanie Rogers.
- Remplaçant déjà une unique fois Victoria Principal dans le premier épisode de la saison précédente, la comédienne Margaret Michaels joue ici le rôle d'une femme encore non identifiée à la frappante ressemblante avec Pamela.

### Épisode 16:Jeannie
- États-Unis : 2 février 1990 sur CBS

- Denver Pyle (Blackie Callahan)
- Troy Evans (Beckman, le directeur de la prison)
- Matthew Faison (Stanton Drake)
- Joe Faust (Gordon Wickstrom)
- Bruce Gray (Richard Mertz)
- Leslie Neale (Sheryl Thompson)
- Ron Ray (Le portier)
- Margaret Michaels (Jeanne O'Brien)
- Dennis Robertson (Fred Morton)
- John Shepard (Andy Gilmore)
- Chris Weatherhead (Meg Callahan)

- Le titre original de ce volet détourne ironiquement celui de la série comique américaine Jinny de mes rêves créée par Sidney Sheldon, diffusée une première fois entre 1965 et 1970 et où Larry Hagman tenait le rôle vedette aux côtés de Barbara Eden qui, elle-même, incarnera un personnage récurrent dans cinq épisodes de la prochaine et dernière saison de la série.
- C'est la première fois qu'on entend dire que le second prénom de Pamela est Jeanne.
- Bien que mentionnés au générique, ni George Kennedy ni Charlene Tilton ne figurent dans cet épisode.

### Épisode 17:Après minuit
- États-Unis : 9 février 1990 sur CBS

- Margaret Michaels (Jeanne O'Brien)
- Denver Pyle (Blackie Callahan)
- Claude Earl Jones (Duke Carlisle)
- Shawn Modrell (Melinda Carlisle)
- Richard Narita (Eugene Inagaki)
- Leslie Neale (Sheryl Thompson)
- Patti Been (L'épouse)
- Ed Berke (Le mari)
- Stephen Landis (Jim Don)
- John McKinney (Mike Skipper)

- Bien que mentionnés au générique, ni Barbara Bel Geddes ni Lesley-Anne Down ni Howard Keel ni Ken Kercheval ni Cathy Podewell ni Charlene Tilton ne figurent dans cet épisode.
- Trois extraits de l'épisode 24 de la saison précédente viennent soutenir en flash-back les souvenirs du grand bal viennois de printemps qui avait noué la relation entre Bobby et April.
- Cally intervient ici sans être vue ni entendue à travers deux brefs appels téléphoniques.
- Il s'agit ici d'un des très rares épisodes, sinon l'unique, où l'on voit la pluie tomber sur la ville de Dallas.

### Épisode 18:L'Épreuve
- États-Unis : 16 février 1990 sur CBS

- Margaret Michaels (Jeanne O'Brien)
- Charles Cooper (Curley Morrison)
- Eddie Firestone (Robert 'Lapin' Hutch)
- Shawn Modrell (Melinda Carlisle)
- Claude Earl Jones (Duke Carlisle)
- John Larch (Arlen Ward / Atticus Ward)
- Richard Narita (Eugene Inagaki)
- Nancy Priddy (Virginia)
- Bill Saito (Hiro Tanaka)
- Kirk Scott (M. Spangler)

- Le titre original de ce volet détourne ironiquement celui de la pièce de théâtre américaine Les Sorcières de Salem écrite par Arthur Miller en 1953 et décrivant le procès en sorcellerie en 1692 à Salem dans le Massachusetts comme une allégorie du maccarthysme.
- Dans la version originale, Hiro Tanaka emploie plusieurs formules dites en japonais dans le texte que la VF a préféré adapter en français.
- John Larch interprète ici les deux frères Ward dont le défunt n'est vu qu'à travers une vidéo diffusée sur un écran de télévision.

### Épisode 19:Des gens charmants
- États-Unis : 23 février 1990 sur CBS

- K Callan (Amy Stevens)
- Eddie Firestone (Robert 'Lapin' Hutch)
- Edwin Fuller (Le second politicien)
- Stephanie Blackmore (Serena Wald)
- Read Morgan (Hap Moody)
- John Larch (Arlen Ward)
- Quinn O'Hara (Ashley Davidson)
- Daryl Keith Roach (Inspecteur Marshall)
- Biff Yeager (en) (Le premier politicien)
- Andrew Amador (Le présentateur télévisé)

- Le titre original de ce volet détourne ironiquement celui de la chanson composée par Sammy Fain, écrite par Bob Hilliard et publiée en 1949.
- Bien que mentionné au générique, Ken Kercheval ne figure pas dans cet épisode.

### Épisode 20:Le Paradis perdu
- États-Unis : 9 mars 1990 sur CBS

- Kurt Andon (Maître d'hôtel)
- Dean Briggs (Le guichetier)
- K Callan (Amy Stevens)
- Stephanie Blackmore (Serena Wald)
- Tom Finnegan (Ed Connors)
- John Larch (Arlen Ward)
- Don Galloway (Patrick Knelman)
- Eugene Robert Glazer (Phil Rogers)
- Barney McFadden (Bruce Burns)
- Joseph G. Medalis (Rand)
- Taaffe O'Connell (Honey North)
- Daryl Keith Roach (Inspecteur Marshall)
- Mick Regan (Scott Rutgers)
- Lisa Sloan (Beth Rutgers)
- Len Wayland (Lefty Simmons)
- Daniel Wilson (Scott Jr.)

- Les titres original et français de ce volet détournent ironiquement ceux du poème épique composé par le poète anglais John Milton et publié une première fois en 1667.

### Épisode 21:Le Pouvoir de la volonté
- États-Unis : 16 mars 1990 sur CBS

- Patrick Cronin (Al Iudecello)
- Mary D'Arcy (Nancy Ann)
- K Callan (Amy Stevens)
- Stephanie Blackmore (Serena Wald)
- Harri James (Carol Sue)
- John William Hoge (Inspecteur Ratagan)
- Don Galloway (Patrick Knelman)
- John Larch (Arlen Ward)
- Claudette Nevins (Lizzie Burns)
- Frank Papia (Reynolds)
- Taaffe O'Connell (Honey North)
- Paige Pengra (Garde barrière)
- Eric Poppick (Dave)
- Tessa Richarde (Katie Lynn)
- Daryl Keith Roach (Inspecteur Marshall)
- Kirk Scott (M. Spangler)

- Une ironie du dialogue original s'est perdue dans la traduction française : lorsque Bobby demande à sa secrétaire quand intervient Pâques, celle-ci lui répond en anglais « mid-april » qui, bien que signifiant effectivement « milieu avril », fait disparaître dans la VF le rappel involontaire du prénom April.
- Évitant de rappeler qu'à l'origine les personnages de cette saga ne parlent pas le français, la VF a préféré traduire la réplique de John Ross « Paris? They don't even speak English there! » (Litt. : « Paris ? Là-bas, ils ne parlent même pas anglais! ») par « Paris ? Il ne doit pas y avoir d'Américains ! »
- Le plan introductif de la seconde séquence chez le concessionnaire automobile montre J.R. et Serena à l'exacte position qu'ils avaient au début de la première, faisant faux-raccord avec le plan suivant où la jeune femme est déjà installée au volant d'une voiture.
- Bien que mentionnée au générique, Lesley-Anne Down ne figure pas dans cet épisode.

### Épisode 22:Le Sourire du cobra
- États-Unis : 30 mars 1990 sur CBS

- John Cassese (Johnny, l'entraineur)
- Mary D'Arcy (Nancy Ann)
- Stephanie Blackmore (Serena Wald)
- Don Galloway (Patrick Knelman)
- John Larch (Atticus Ward)
- Dick McGarvin (Le présentateur des informations)
- Tony Rizzoli (Schmidt)
- Len Wayland (Lefty Simmons)
- Kirk Scott (M. Spangler)

- La séquence d'ouverture parodie le plan subjectif menaçant qui avait conclu le célèbre cliffhanger de la saison 3 où J.R. était abattu par un tueur alors non identifié et dont la scène finale du cliffhanger de la saison 7 s'était déjà fait le pastiche.
- Bien que mentionnés au générique, ni Lesley-Anne Down ni Ken Kercheval ne figurent dans cet épisode.

### Épisode 23:Encore Jessica
- États-Unis : 6 avril 1990 sur CBS

- Armand Asselin (Mouse)
- Michael Francis Clarke (Le policier)
- Charles Kahlenberg (Dr Kohler)
- Pierre Manasse (Andre)
- John William Hoge (Inspecteur Ratagan)
- Richard Narita (Eugene Inagaki)
- Alexis Smith (Lady Jessica Montford)
- Daryl Keith Roach (Inspecteur Marshall)

- Ce volet marque le notable retour d'Alexis Smith dans le rôle de Lady Jessica Montford, sœur de Clayton disparue de la saga depuis le cliffhanger de la saison 7.

### Épisode 24:Le Complot de famille
- États-Unis : 13 avril 1990 sur CBS

- Alexis Smith (Lady Jessica Montford)
- Don Galloway (Dr Patrick Knelman)
- Michael Francis Clarke (Le policier)
- Richard Narita (Eugene Inagaki)
- Daryl Keith Roach (Inspecteur Marshall)
- Glenn Corbett (voix uniquement, non crédité) (Le présentateur des informations télévisées)

- Les titres américain et français de ce volet détournent ironiquement ceux du dernier film réalisé par Alfred Hitchcock et sorti en 1976.
- L'acteur Glenn Corbett, habitué au rôle récurrent de Paul Morgan, prête ici sa voix dans la version originale au présentateur des informations télévisées. C'est à la fois sa toute dernière contribution à la saga et son ultime rôle pour la télévision.
- Sue Ellen intervient ici sans être vue ni entendue à travers un appel téléphonique.
- Quelques courts extraits d'épisodes récents viennent soutenir en flash-back le récit des meurtres de Jessica.
- Bien que mentionnée au générique, Kimberly Foster (en) ne figure pas dans cet épisode.
- Même si elle figurera au générique jusqu'à la fin de cette saison, Lesley-Anne Down apparaît ici pour la dernière fois.

### Épisode 25:Le Porte-malheur
- États-Unis : 27 avril 1990 sur CBS

- Barbara Stock (en) (Liz Adams)
- K Callan (Amy Stevens)
- John William Hoge (Inspecteur Ratagan)
- Anne Gee Byrd (L'infirmière Richardson)
- Gene Knight (Le pasteur)
- Stephen Mendel (Walter Berman)
- Jay Gerber (Rosemont)
- Alf Powers (Le tailleur)
- Al Pugliese (Le garçon de salle)
- Cameron (La strip-teaseuse)

- Barbara Stock (en) dans le rôle de Liz Adams intervient ici pour la première fois.
- Si cette saison déroge au traditionnel saut intempestif de plusieurs personnages dans la piscine du ranch à l'issue d'un mariage, Cliff et Lucy en font chacun leur tour clairement mention dans les dialogues.
- Bien que mentionnées au générique, ni Kimberly Foster (en) ne figure pas dans cet épisode.
- Cet épisode marque la dernière apparition de Barbara Bel Geddes et Charlene Tilton Même si elles figureront au générique jusqu'à la fin de cette saison, Ce même épisode marque également l'ultime rôle à l'écran de la première tandis que la seconde interviendra à partir de 2012 dans six épisodes du revival de la saga.

### Épisode 26:Le Rideau tombe1repartie
- États-Unis : 4 mai 1990 sur CBS

- Alexis Smith (Lady Jessica Montford)
- Barbara Stock (en) (Liz Adams)
- Duane Davis (Tim)
- Harold Gould (Dr Wexler)
- Chuck Hicks (Larry)
- Michael Keenan (Keller)
- Zane Lasky (Donia)
- Hugh Maguire (Goldman)
- Arthur Malet (Ryan)
- Mitch Pileggi (Ewan Scott Morrisey)
- Marty Schiff (Del Greco)
- Liam Sullivan (Mark Allen)
- Shannon Wilcox (Anita)

- Le titre original de ce volet rappelle qu'il s'agit du trois cent trente troisième de la saga.
- Bien que mentionnés au générique, ni Barbara Bel Geddes ni Howard Keel ni Kimberly Foster (en) ni Sheree J. Wilson ne figurent dans cet épisode.
- Incarnant déjà un autre personnage anonyme dans l'épisode 12 de la saison 7, Mitch Pileggi tient ici le rôle du criminel interné Morrisey rappelant pour beaucoup celui tenu par Jack Nicholson dans le film américain Vol au-dessus d'un nid de coucou réalisé par Miloš Forman sorti en 1975.

### Épisode 27:Le Rideau tombe2epartie
- États-Unis : 11 mai 1990 sur CBS

- Alexis Smith (Lady Jessica Montford)
- Barbara Stock (en) (Liz Adams)
- Duane Davis (Tim)
- Harold Gould (Dr Wexler)
- Chuck Hicks (Larry)
- Michael Keenan (Keller)
- Zane Lasky (Donia)
- Hugh Maguire (Goldman)
- Arthur Malet (Ryan)
- Katsy Chappell (La Préposée)
- Marty Schiff (Del Greco)
- Liam Sullivan (Mark Allen)
- Shannon Wilcox (Anita)
- J.T. O'Connor (Harris)
- Ken Foree (Howard)

- Bien que tous mentionnés au générique, un nombre record de personnages principaux manque à l'appel de ce treizième cliffhanger : ni Howard Keel ni Patrick Duffy ni Kimberly Foster (en) ni Sheree J. Wilson ne figurent en effet dans cet épisode.
- Alexis Smith alias Lady Jessica Montford, son pénultième rôle à l'écran, intervient ici pour la dernière fois.